# Тимирязевский (Саратовская область)
Тимиря́зевский  — посёлок в Татищевском районе Саратовской области. Входит в состав Октябрьского муниципального образования.

## История
В 1984 года указом Президиума Верховного Совета РСФСР посёлок Учхоза Тимирязевского сельхозтехникума переименован в Тимирязевский.

## Население
| 2002 | 2010 |
| ---- | ---- |
| 204  | ↘169 |

## Инфраструктура
В посёлке функционирует Тимирязевский сельхозтехникум.

## Транспорт
Подъездная дорога к федеральной трассе 63К-00003.